# Nekrolog Oktober 2015
Nekrolog
◄◄
| ◄
| 2011
| 2012
| 2013
| 2014
| 2015 | 2016 | 2017 | 2018 | 2019 | ► | ►►
Januar |
Februar |
März |
April |
Mai |
Juni |
Juli |
August |
September |
Oktober |
November |
Dezember 2015
Weitere Ereignisse | Allgemeiner Nekrolog 2015
Die Beschreibung der verstorbenen Person sollte so kurz wie möglich gehalten sein und nur deren signifikante Tätigkeit(en) enthalten.
Neue Namen ggf. auch unter dem Geburts- und Sterbedatum, also etwa unter 1. Januar und im Geburts- und Sterbejahr (2024) eintragen (nur bei entsprechender großer Wichtigkeit). Für Beispiele siehe die schon vorhandenen Artikel.
Außerdem über die fünf zuletzt Verstorbenen, zu denen es einen ausreichend guten Artikel für eine Präsentation auf der Hauptseite gibt, nach der todesbedingten Überarbeitung der Artikel ggf. auch unter Wikipedia Diskussion:Hauptseite informieren und sie am besten auch in den anderen Wikipedia-Sprachversionen eintragen. Tipp: Regelmäßig bei news.google.de nach „ist tot“, „gestorben“ oder „verstorben“ suchen.
Wenn eine Person gestorben ist, gibt es viele Seiten zu dieser Person in der Wikipedia, die davon auch betroffen sind und entsprechend aktualisiert werden müssen. Beispiele: Namenübersichtsseite, Geburtsjahr, Geburtsort-Seiten und viele mehr.
Wie finde ich die betroffenen Seiten?
Im Suchfeld auf der linken Seite gibt man den Suchbegriff so ein: „Vorname Nachname“. Dann klickt man auf Volltext und alle Seiten mit entsprechendem Suchtext werden aufgerufen. Hier sieht man dann schnell, wo auch das Todesjahr Sinn macht oder sogar ein Teil des Artikels angepasst werden muss. Auch hilft das „Werkzeug“ auf der linken Seite sehr gut, um solche Seiten aufzufinden: „Links auf diese Seite“. Somit ist die Wikipedia wieder aktuell in allen Bereichen! Hinweis: bei Eintragung der Kategorie „Gestorben JAHR“ wird der Missbrauchsfilter 49 ausgelöst, was jedoch nicht schlimm ist. Siehe: Spezial:Missbrauchsfilter/49
Dies ist eine Liste von im Oktober 2015 verstorbenen bekannten Persönlichkeiten. Die Einträge erfolgen innerhalb der einzelnen Daten alphabetisch sortiert. Tiere sind im Nekrolog für Tiere zu finden.

## Oktober
| Tag         | Name                                           | Beruf, bekannt als                                                                                              | Alter | Beleg |
| ----------- | ---------------------------------------------- | --- | ----- | ----- |
| 31. Oktober | Ants Antson                                    | sowjetischer Eisschnellläufer und estnischer Sportfunktionär                                                    | 76    |       |
| 31. Oktober | Thomas Blatt                                   | US-amerikanischer Autor und KZ-Überlebender                                                                     | 88    |       |
| 31. Oktober | Friedrich Wilhelm Bornscheuer                  | deutscher Bauingenieur                                                                                          | 98    |       |
| 31. Oktober | Pablo Carlevaro                                | uruguayischer Mediziner                                                                                         | 87    |       |
| 31. Oktober | Sergio Donadoni                                | italienischer Ägyptologe                                                                                        | 101   |       |
| 31. Oktober | Eija-Riitta Eklöf-Berliner-Mauer               | schwedische Modellbauerin                                                                                       | 61    |       |
| 31. Oktober | Ivan Frgić                                     | jugoslawischer Ringer                                                                                           | 62    |       |
| 31. Oktober | Howard Green                                   | kanadischer Biologe                                                                                             | 90    |       |
| 31. Oktober | Charles Herbert                                | US-amerikanischer Schauspieler                                                                                  | 66    |       |
| 31. Oktober | Otto-Hubert Kost                               | deutscher Theologe                                                                                              | 86    |       |
| 31. Oktober | Hans-Otto Kröner                               | deutscher Klassischer Philologe                                                                                 | 87    | [ 1 ] |
| 31. Oktober | Michael Leonard                                | US-amerikanischer Komponist und Arrangeur                                                                       | 84    |       |
| 31. Oktober | Dominique Paladilhe                            | französischer Schriftsteller und Historiker                                                                     | 94    |       |
| 31. Oktober | Gregg Palmer                                   | US-amerikanischer Schauspieler                                                                                  | 88    |       |
| 31. Oktober | Ryūzō Saki                                     | japanischer Schriftsteller                                                                                      | 78    |       |
| 31. Oktober | Gus Savage                                     | US-amerikanischer Politiker                                                                                     | 90    |       |
| 31. Oktober | David Shugar                                   | polnischer Physiker                                                                                             | 100   |       |
| 31. Oktober | Stanley Swann                                  | US-amerikanischer Jazz-Schlagzeuger                                                                             | 59    |       |
| 31. Oktober | Hans Teuscher                                  | deutscher Schauspieler, Synchron- und Hörspielsprecher                                                          | 78    |       |
| 30. Oktober | Mel Daniels                                    | US-amerikanischer Basketballspieler                                                                             | 71    |       |
| 30. Oktober | Joel Elkes                                     | US-amerikanischer Psychopharmakologe                                                                            | 101   |       |
| 30. Oktober | Manfred Mitschke                               | deutscher Maschinenbauingenieur und Fahrzeugtechniker                                                           | 86    |       |
| 30. Oktober | Al Molinaro                                    | US-amerikanischer Schauspieler                                                                                  | 96    |       |
| 30. Oktober | Wallace E. Oates                               | US-amerikanischer Ökonom                                                                                        | 78    |       |
| 30. Oktober | Helmut Reik                                    | deutscher theoretischer Physiker                                                                                | 87    |       |
| 30. Oktober | Sinan Şamil Sam                                | türkischer Boxer                                                                                                | 41    |       |
| 30. Oktober | Wolfgang Settekorn                             | deutscher Linguist und Medienwissenschaftler                                                                    | 70    |       |
| 29. Oktober | María Luisa Aguilar                            | peruanische Astronomin und Hochschullehrerin                                                                    | 77    |       |
| 29. Oktober | Luther Burden                                  | US-amerikanischer Basketballspieler                                                                             | 62    |       |
| 29. Oktober | Günther Jahn                                   | deutscher Politiker                                                                                             | 85    |       |
| 29. Oktober | Waldemar Kuhn                                  | deutscher Bildhauer                                                                                             | 92    |       |
| 29. Oktober | Luisa Richter                                  | deutsch-venezolanische Malerin                                                                                  | 87    |       |
| 29. Oktober | Fritz Rudigier                                 | österreichischer Politiker                                                                                      | 74    |       |
| 29. Oktober | Franz Thaler                                   | italienischer KZ-Überlebender und Autor                                                                         | 90    |       |
| 29. Oktober | Ranko Žeravica                                 | jugoslawischer Basketballtrainer                                                                                | 85    |       |
| 28. Oktober | Walter Absil                                   | österreichischer Holocaust-Überlebender                                                                         | 90    |       |
| 28. Oktober | Peter Barrett                                  | irischer Bischof                                                                                                | 59    |       |
| 28. Oktober | Diane Charlemagne                              | britische Dance-Sängerin                                                                                        | 51    |       |
| 28. Oktober | Joseph Dergham                                 | libanesischer Bischof                                                                                           | 85    |       |
| 28. Oktober | Nicolás Fuentes                                | peruanischer Fußballspieler                                                                                     | 74    |       |
| 28. Oktober | Peter Herrmann                                 | deutscher Komponist                                                                                             | 73    |       |
| 28. Oktober | Karl Kaufhold                                  | deutscher Komponist, Dirigent und Organist                                                                      | 93    | [ 2 ] |
| 28. Oktober | Christoph Keller                               | deutscher Theologe und Priester                                                                                 | 75    |       |
| 28. Oktober | Christoph Kleemann                             | deutscher Geistlicher und Politiker                                                                             | 71    |       |
| 28. Oktober | Antonina Kymytwal                              | sowjetische bzw. russische Dichterin und Übersetzerin                                                           | 77    |       |
| 28. Oktober | Jorge Scarso                                   | italienischer Bischof                                                                                           | 99    |       |
| 28. Oktober | Tadeusz Sobolewicz                             | polnischer Schauspieler und Holocaustüberlebender                                                               | 90    |       |
| 27. Oktober | Mitzura Arghezi                                | rumänische Schauspielerin, Journalistin und Politikerin                                                         | 90    |       |
| 27. Oktober | Ayerdhal                                       | französischer Schriftsteller                                                                                    | 56    |       |
| 27. Oktober | Ada Chaseliov                                  | brasilianische Schauspielerin                                                                                   | 63    |       |
| 27. Oktober | Betsy Drake                                    | US-amerikanische Schauspielerin und Autorin                                                                     | 92    |       |
| 27. Oktober | Sandra Eichenhofer                             | deutsche Reitsportlerin                                                                                         | 23    |       |
| 27. Oktober | Philip French                                  | britischer Filmkritiker und Hörfunkproduzent                                                                    | 82    |       |
| 27. Oktober | Alfons Frenzel                                 | sorbischer Schriftsteller                                                                                       | 68    |       |
| 27. Oktober | Herbie Goins                                   | US-amerikanischer Soul- und Bluessänger                                                                         | 76    |       |
| 27. Oktober | Eberhard Gottschalk                            | deutscher Betriebswissenschaftler                                                                               | 79    |       |
| 27. Oktober | Beat Graf                                      | Schweizer Politiker                                                                                             | 82    |       |
| 27. Oktober | Friedhelm Grundmann                            | deutscher Architekt                                                                                             | 90    |       |
| 27. Oktober | Miyu Matsuki                                   | japanische Synchronsprecherin                                                                                   | 38    |       |
| 27. Oktober | Nikolaj Gojko Mrđa                             | serbischer Bischof                                                                                              | 88    |       |
| 27. Oktober | Gulam Noon, Baron Noon                         | britischer Unternehmer                                                                                          | 79    |       |
| 27. Oktober | Noriyoshi Ōrai                                 | japanischer Illustrator                                                                                         | 79    |       |
| 27. Oktober | Walter Panknin                                 | deutscher Ingenieurwissenschaftler                                                                              | 90    |       |
| 27. Oktober | Günter Raulf                                   | deutscher Luftwaffenoffizier                                                                                    | 87    |       |
| 27. Oktober | Rajendra Singh Rana                            | indischer Politiker                                                                                             | 54    |       |
| 27. Oktober | Jürgen Weber                                   | deutscher Polizist                                                                                              | 62    |       |
| 27. Oktober | Rüdiger Wilfroth                               | deutscher Bildhauer                                                                                             | 72    |       |
| 27. Oktober | Rainer Wolff                                   | deutscher Poolbillardspieler                                                                                    | 66    |       |
| 26. Oktober | Karoline Beck-Krämer                           | deutsche Kommunalbeamtin und Stiftungsvorsitzende                                                               | 74    |       |
| 26. Oktober | Ramón Centenero                                | spanischer Schauspieler                                                                                         | 88    |       |
| 26. Oktober | Birgit Doll                                    | österreichische Schauspielerin und Theaterregisseurin                                                           | 59    |       |
| 26. Oktober | Hubert Dopf                                    | österreichischer Jesuit und Musikwissenschaftler                                                                | 94    |       |
| 26. Oktober | Gerhard Fiegl                                  | österreichischer Bergführer und Kletterer                                                                       | 27    |       |
| 26. Oktober | Henágio Figueiredo dos Santos                  | brasilianischer Fußballspieler                                                                                  | 53    |       |
| 26. Oktober | Penelope Houston                               | britische Filmkritikerin, Journalistin und Schriftstellerin                                                     | 88    |       |
| 26. Oktober | Wolfram Jacobi                                 | deutscher Dirigent und Komponist                                                                                | 87    |       |
| 26. Oktober | Leo Kadanoff                                   | US-amerikanischer Physiker                                                                                      | 78    |       |
| 26. Oktober | Giuseppe Nazzaro                               | italienischer Bischof                                                                                           | 77    |       |
| 26. Oktober | Karl Pisa                                      | österreichischer Autor und Politiker                                                                            | 91    |       |
| 26. Oktober | David Rodriguez                                | US-amerikanischer Singer-Songwriter und Schauspieler                                                            | 63    |       |
| 26. Oktober | Richard von Rosen                              | deutscher General                                                                                               | 93    |       |
| 26. Oktober | Sam Sarpong                                    | britisch-US-amerikanischer Schauspieler, Model und Musiker                                                      | 40    |       |
| 26. Oktober | Albert Solojan                                 | armenischer Radrenntrainer                                                                                      | 67    |       |
| 26. Oktober | Sya Styles                                     | französischer DJ und Musikproduzent                                                                             | 37    |       |
| 26. Oktober | Ed Walker                                      | US-amerikanischer Hörfunkmoderator                                                                              | 83    |       |
| 25. Oktober | Luis Ricardo Alonso                            | kubanischer Schriftsteller                                                                                      | 86    |       |
| 25. Oktober | Floréal Barrier                                | KZ-Häftling und -Häftlingsbeiratsvorsitzender                                                                   | 93    |       |
| 25. Oktober | Havana Carbo                                   | kubanisch-US-amerikanische Sängerin, Pianistin und Komponistin                                                  | 80    |       |
| 25. Oktober | David Cesarani                                 | britischer Historiker                                                                                           | 58    |       |
| 25. Oktober | Fehmi Demir                                    | türkischer Politiker                                                                                            | 58    |       |
| 25. Oktober | Helmut Engler                                  | deutscher Politiker                                                                                             | 89    |       |
| 25. Oktober | Wojciech Fangor                                | polnischer Künstler                                                                                             | 92    |       |
| 25. Oktober | Pijush Ganguly                                 | indischer Schauspieler                                                                                          | 50    |       |
| 25. Oktober | Lisa Jardine                                   | britische Historikerin                                                                                          | 71    |       |
| 25. Oktober | Vladimír Kobranov                              | tschechoslowakischer Eishockeyspieler                                                                           | 88    |       |
| 25. Oktober | Hans Joachim Koppitz                           | deutscher Buchhistoriker                                                                                        | 91    |       |
| 25. Oktober | Cecil Lolo                                     | südafrikanischer Fußballspieler                                                                                 | 27    |       |
| 25. Oktober | Georg Müller                                   | deutscher Bischof                                                                                               | 64    |       |
| 25. Oktober | Jürgen Newig                                   | deutscher Geograph und Geographiedidaktiker                                                                     | 74    |       |
| 25. Oktober | Gudrun Sartory                                 | österreichische Psychologin                                                                                     | 70    |       |
| 25. Oktober | Flip Saunders                                  | US-amerikanischer Basketballtrainer                                                                             | 60    |       |
| 25. Oktober | Hans-Dieter Sellschopp                         | deutscher Manager                                                                                               | 81    |       |
| 25. Oktober | Alfred Sengle                                  | deutscher Fußballfunktionär                                                                                     | 81    |       |
| 25. Oktober | Lee Shaw                                       | US-amerikanische Jazzpianistin                                                                                  | 89    |       |
| 25. Oktober | Thomas Sunesson                                | schwedischer Fußballspieler                                                                                     | 56    |       |
| 25. Oktober | Cao Ying                                       | chinesischer Literaturübersetzer                                                                                | 92    |       |
| 24. Oktober | Michael Beetham                                | britischer Luftwaffengeneral                                                                                    | 92    |       |
| 24. Oktober | Manfred Beltz Rübelmann                        | deutscher Verleger                                                                                              | 84    |       |
| 24. Oktober | Carlos Bousoño                                 | spanischer Dichter und Literaturkritiker                                                                        | 92    |       |
| 24. Oktober | Reinhold Freudenstein                          | deutscher Anglist, Fremdsprachendidaktiker und Hochschullehrer                                                  | 84    |       |
| 24. Oktober | Kirsty Howard                                  | britische Organisatorin von Wohltätigkeitsarbeit                                                                | 20    |       |
| 24. Oktober | Zdzisław Jaskuła                               | polnischer Dichter, Schriftsteller und Theaterdirektor                                                          | 63    |       |
| 24. Oktober | Wilhelm Jung                                   | deutscher Politiker                                                                                             | 87    |       |
| 24. Oktober | Ján Chryzostom Korec                           | slowakischer Kardinal                                                                                           | 91    |       |
| 24. Oktober | Maureen O’Hara                                 | irisch-US-amerikanische Schauspielerin und Sängerin                                                             | 95    |       |
| 24. Oktober | Nat Peck                                       | US-amerikanischer Jazzposaunist                                                                                 | 90    |       |
| 24. Oktober | Gaston Poulain                                 | französischer Bischof                                                                                           | 88    |       |
| 24. Oktober | Rupert Schick                                  | deutscher Beamter                                                                                               | 81    |       |
| 24. Oktober | Arndt Schmehl                                  | deutscher Rechtswissenschaftler                                                                                 | 45    |       |
| 24. Oktober | Rudolf Schnyder                                | Schweizer Konservator                                                                                           | 84    |       |
| 24. Oktober | Paride Tumburus                                | italienischer Fußballspieler                                                                                    | 76    |       |
| 23. Oktober | Guðbjartur Hannesson                           | isländischer Politiker                                                                                          | 65    |       |
| 23. Oktober | Murphy Anderson                                | US-amerikanischer Comiczeichner                                                                                 | 89    |       |
| 23. Oktober | Leon Bibb                                      | US-amerikanischer Folk-Sänger und Filmschauspieler                                                              | 93    |       |
| 23. Oktober | Gerhard Braun                                  | deutscher Politiker                                                                                             | 91    |       |
| 23. Oktober | Helmut Clahsen                                 | deutscher Schriftsteller                                                                                        | 84    |       |
| 23. Oktober | Hubert Clute-Simon                             | deutscher Fußballspieler                                                                                        | 60    |       |
| 23. Oktober | John Coppola                                   | US-amerikanischer Jazztrompeter                                                                                 | 86    |       |
| 23. Oktober | Roger De Clerck                                | belgischer Unternehmer                                                                                          | 91    |       |
| 23. Oktober | Stanislav Filko                                | slowakischer Künstler                                                                                           | 78    |       |
| 23. Oktober | Krunoslav Hulak                                | kroatischer Schachspieler                                                                                       | 64    |       |
| 23. Oktober | Bill Keith                                     | US-amerikanischer Bluegrass-Musiker                                                                             | 75    |       |
| 23. Oktober | Karl Killmeyer                                 | österreichischer Speedway-Rennfahrer                                                                            | 91    |       |
| 23. Oktober | Jim Roberts                                    | kanadischer Eishockeyspieler                                                                                    | 75    |       |
| 23. Oktober | Thomas G. Stemberg                             | US-amerikanischer Geschäftsmann und Philanthrop                                                                 | 66    |       |
| 23. Oktober | Ljubow Tjurina                                 | sowjetische Volleyballerin                                                                                      | 72    |       |
| 23. Oktober | Ole Wasz-Höckert                               | finnischer Kinderarzt und Politiker                                                                             | 97    |       |
| 22. Oktober | Willem Aantjes                                 | niederländischer Politiker                                                                                      | 92    |       |
| 22. Oktober | Vaidotas Blažiejus Abraitis                    | litauischer Radioelektroniker und Politiker                                                                     | 73    |       |
| 22. Oktober | Gloria Van Aerssen                             | spanische Sängerin                                                                                              | 83    |       |
| 22. Oktober | Çetin Altan                                    | türkischer Schriftsteller, Publizist und Politiker                                                              | 88    |       |
| 22. Oktober | Peter Baldwin                                  | britischer Schauspieler                                                                                         | 82    |       |
| 22. Oktober | Peter Böger                                    | deutscher Biologe                                                                                               | 80    |       |
| 22. Oktober | Liselotte Gumpel                               | deutsch-amerikanische Germanistin und Hochschullehrerin                                                         | 79    |       |
| 22. Oktober | Jürgen Henkys                                  | deutscher Pfarrer und evangelischer Theologe                                                                    | 85    |       |
| 22. Oktober | Louis Jung                                     | französischer Politiker                                                                                         | 98    |       |
| 22. Oktober | Jerome Kass                                    | US-amerikanischer Dramatiker und Drehbuchautor                                                                  | 78    |       |
| 22. Oktober | Arnold Klein                                   | US-amerikanischer Dermatologe                                                                                   | 70    |       |
| 22. Oktober | Yılmaz Köksal                                  | türkischer Schauspieler und Drehbuchautor                                                                       | 75    |       |
| 22. Oktober | Heinrich Kraus                                 | deutscher Schriftsteller                                                                                        | 83    |       |
| 22. Oktober | Tomás Torres Mercado                           | mexikanischer Politiker                                                                                         | 54    |       |
| 22. Oktober | Joe Moss                                       | britischer Musikmanager                                                                                         | 72    |       |
| 22. Oktober | Mark Murphy                                    | US-amerikanischer Jazzsänger                                                                                    | 83    |       |
| 22. Oktober | Bernhard Schröter                              | deutscher Boxer und Olympiateilnehmer (DDR)                                                                     | 81    |       |
| 22. Oktober | Mohammad Daud Sultanzoy                        | afghanischer Politiker                                                                                          | 63    |       |
| 22. Oktober | Joshua L. Wheeler                              | US-amerikanischer Militär                                                                                       | 39    |       |
| 21. Oktober | Heinz Brossmann                                | österreichischer Kameramann, Film- und Fernsehtechniker sowie Unternehmer                                       | 82    |       |
| 21. Oktober | Gerhard Bünemann                               | deutscher Gartenbauwissenschaftler                                                                              | 89    | [ 3 ] |
| 21. Oktober | France Bučar                                   | slowenischer Politiker und Autor                                                                                | 92    |       |
| 21. Oktober | Gregory Choppin                                | US-amerikanischer Chemiker                                                                                      | 87    |       |
| 21. Oktober | Marty Ingels                                   | US-amerikanischer Schauspieler, Synchronsprecher und Schauspielagent                                            | 79    |       |
| 21. Oktober | Michael Meacher                                | britischer Politiker                                                                                            | 75    |       |
| 21. Oktober | Norman W. Moore                                | britischer Naturschützer und Autor                                                                              | 92    |       |
| 21. Oktober | William Murray, 7. Earl of Mansfield           | britischer Politiker                                                                                            | 85    |       |
| 21. Oktober | Diana Pullein-Thompson                         | britische Schriftstellerin                                                                                      | 90    |       |
| 21. Oktober | Johann Rainer                                  | österreichischer Historiker und Hochschullehrer                                                                 | 92    |       |
| 21. Oktober | Alfred Seppelt                                 | deutscher Schachfunktionär                                                                                      | 86    |       |
| 21. Oktober | Tomomi Tanaka                                  | japanische Fernsehregisseurin und -produzentin                                                                  | 81    |       |
| 21. Oktober | Sheldon Wolin                                  | US-amerikanischer Politikwissenschaftler                                                                        | 93    |       |
| 20. Oktober | Bill Collier                                   | australischer Rugbyspieler                                                                                      | 94    |       |
| 20. Oktober | Makis Dendrinos                                | griechischer Basketballspieler und -trainer                                                                     | 65    |       |
| 20. Oktober | Arno Gruen                                     | deutsch-schweizerischer Schriftsteller und Psychologe                                                           | 92    |       |
| 20. Oktober | Gilberto Jiménez Narváez                       | kolumbianischer Bischof                                                                                         | 78    |       |
| 20. Oktober | Juan Negri                                     | chilenischer Fußballspieler                                                                                     | 90    |       |
| 20. Oktober | Dieter Ruddies                                 | deutscher Politiker und Unternehmer                                                                             | 93    |       |
| 20. Oktober | Kazimierz Łaski                                | polnisch-österreichischer Wirtschaftswissenschaftler                                                            | 93    |       |
| 20. Oktober | Hermann O. Lauterbach                          | deutscher Schriftsteller                                                                                        | 88    |       |
| 20. Oktober | Yoná Magalhães                                 | brasilianische Schauspielerin                                                                                   | 80    |       |
| 20. Oktober | Brian Oliver                                   | australischer Leichtathlet                                                                                      | 86    |       |
| 20. Oktober | Don Rendell                                    | britischer Jazzmusiker und Arrangeur                                                                            | 89    |       |
| 20. Oktober | Hans-Jörg Schramm                              | deutscher Politiker                                                                                             | 80    |       |
| 20. Oktober | Fernando Segura                                | spanischer Bildhauer                                                                                            | 79    |       |
| 20. Oktober | Ian Steel                                      | britischer Radrennfahrer                                                                                        | 86    |       |
| 20. Oktober | K. S. L. Swamy                                 | indischer Filmregisseur und Sänger                                                                              | 77    |       |
| 20. Oktober | Cory Wells                                     | US-amerikanischer Sänger                                                                                        | 73    |       |
| 19. Oktober | Horst Abt                                      | deutscher Unternehmer                                                                                           | 88    |       |
| 19. Oktober | Günter Albrecht                                | deutscher Physiker                                                                                              | 85    |       |
| 19. Oktober | Leon Bramlett                                  | US-amerikanischer Farmer, Geschäftsmann, Football-Spieler und Politiker                                         | 92    |       |
| 19. Oktober | Hans Dolezalek                                 | deutscher Physiker                                                                                              | 103   |       |
| 19. Oktober | Jean Henri Dunant                              | Schweizer Politiker                                                                                             | 80    |       |
| 19. Oktober | Ron Greener                                    | englischer Fußballspieler                                                                                       | 81    |       |
| 19. Oktober | Paul Herrmann                                  | deutscher Politiker                                                                                             | 101   |       |
| 19. Oktober | Ena Kadić                                      | österreichisches Model                                                                                          | 26    |       |
| 19. Oktober | Fleming Mackell                                | kanadischer Eishockeyspieler                                                                                    | 86    |       |
| 19. Oktober | Alessandro Plotti                              | italienischer Erzbischof                                                                                        | 83    |       |
| 19. Oktober | Alexander Tarassenko                           | russischer Schauspieler                                                                                         | 73    |       |
| 19. Oktober | Ali Treki                                      | libyscher Diplomat und Politiker                                                                                | ≈77   |       |
| 19. Oktober | D. C. Wilcutt                                  | US-amerikanischer Basketballspieler                                                                             | 92    |       |
| 18. Oktober | Franklin April                                 | namibischer Fußballspieler                                                                                      | 31    |       |
| 18. Oktober | Ignazio Cannavò                                | italienischer Erzbischof                                                                                        | 93    |       |
| 18. Oktober | Dilek Doğan                                    | kurdische Aktivistin                                                                                            | 25    |       |
| 18. Oktober | Robert W. Farquhar                             | US-amerikanischer NASA-Mission-Design-Spezialist                                                                | 83    |       |
| 18. Oktober | Fernando Flores Arroyo                         | spanischer Jurist und Politiker                                                                                 | 95    |       |
| 18. Oktober | Gamal al-Ghitani                               | ägyptischer Schriftsteller                                                                                      | 70    |       |
| 18. Oktober | Bernward Hoffmann                              | deutscher Hochschullehrer und Bibliothekar                                                                      | 70    |       |
| 18. Oktober | Hans Letsch                                    | Schweizer Politiker                                                                                             | 91    |       |
| 18. Oktober | Héctor Mario López                             | guatemaltekischer General                                                                                       | 85    |       |
| 18. Oktober | Tommy O’Keefe                                  | US-amerikanischer Basketballspieler und -trainer                                                                | 87    |       |
| 18. Oktober | Ezra Orion                                     | israelischer Bildhauer                                                                                          | 81    |       |
| 18. Oktober | Gerhard Pahl                                   | deutscher Ingenieur                                                                                             | 90    |       |
| 18. Oktober | Dietrich Plester                               | deutscher Mediziner                                                                                             | 93    |       |
| 18. Oktober | Alfred Seeger                                  | deutscher Physiker                                                                                              | 88    |       |
| 18. Oktober | Siegfried Streller                             | deutscher Germanist und Herausgeber                                                                             | 94    |       |
| 18. Oktober | Judith Thieser                                 | deutsche Politikerin                                                                                            | 60    |       |
| 18. Oktober | Harry Verran                                   | kanadischer Politiker                                                                                           | 85    |       |
| 18. Oktober | Frank Watkins                                  | US-amerikanischer Heavy-Metal-Musiker                                                                           | 47    |       |
| 18. Oktober | Paul West                                      | britischer Schriftsteller, Dichter und Essayist                                                                 | 85    |       |
| 17. Oktober | Edwin Wolfram Dahl                             | deutscher Schriftsteller                                                                                        | 87    |       |
| 17. Oktober | Danièle Delorme                                | französische Schauspielerin und Filmproduzentin                                                                 | 89    |       |
| 17. Oktober | Maria Grabis                                   | deutsche Ordensschwester                                                                                        | 87    |       |
| 17. Oktober | Uwe Karsten Groß                               | deutscher Kirchenmusiker                                                                                        | 85    |       |
| 17. Oktober | Johnny Hamilton                                | schottischer Fußballspieler                                                                                     | 66    |       |
| 17. Oktober | Howard Kendall                                 | englischer Fußballspieler und -trainer                                                                          | 69    |       |
| 17. Oktober | Anne-Marie Lizin                               | belgische Politikerin                                                                                           | 66    |       |
| 17. Oktober | Roger Cicero Mac-Kinney                        | mexikanischer Schriftsteller, Dichter und Politiker                                                             | 86    |       |
| 17. Oktober | Morando Morandini                              | italienischer Filmkritiker, Autor und Journalist                                                                | 91    |       |
| 17. Oktober | Kurt Müller                                    | deutscher Psychologe                                                                                            | 94    |       |
| 17. Oktober | Klaus Pollack                                  | deutscher Politiker                                                                                             | 73    |       |
| 17. Oktober | Norbert Reich                                  | deutscher Rechtswissenschaftler                                                                                 | 78    | [ 4 ] |
| 17. Oktober | Hanns Ruder                                    | deutscher Astrophysiker                                                                                         | 75    |       |
| 17. Oktober | Rosa Tschudi                                   | Schweizer Köchin und Kochbuch-Autorin                                                                           | 91    |       |
| 17. Oktober | John Norris Wood                               | britischer Maler und Hochschullehrer                                                                            | 84    |       |
| 16. Oktober | Katharina Bickerich-Stoll                      | deutsche Mykologin                                                                                              | 100   |       |
| 16. Oktober | Francesc de Paula Burguera                     | spanischer Journalist, Essayist und Politiker                                                                   | 87    |       |
| 16. Oktober | Michail Burzew                                 | sowjetischer Fechter                                                                                            | 59    |       |
| 16. Oktober | Simón Feldman                                  | argentinischer Filmregisseur und -produzent                                                                     | 93    |       |
| 16. Oktober | James W. Fowler                                | US-amerikanischer Theologe                                                                                      | 75    |       |
| 16. Oktober | Luciano García Alén                            | spanischer Mediziner und Ethnograph                                                                             | 87    |       |
| 16. Oktober | Stefan Hildebrandt                             | deutscher Mathematiker                                                                                          | 79    |       |
| 16. Oktober | John Jennings                                  | US-amerikanischer Gitarrist und Musikproduzent                                                                  | 61    |       |
| 16. Oktober | Carlos Leppe                                   | chilenischer Sänger und Performancekünstler                                                                     | 63    |       |
| 16. Oktober | Barbara Orzechowska                            | polnische Fechterin und -trainerin                                                                              | 84    |       |
| 16. Oktober | Greg Reiter                                    | US-amerikanischer Manager                                                                                       | 52    |       |
| 16. Oktober | Mario Scheuermann                              | deutscher Weinkritiker                                                                                          | 67    |       |
| 16. Oktober | Irwin Schiff                                   | US-amerikanischer Aktivist                                                                                      | 87    |       |
| 16. Oktober | Memduh Ün                                      | türkischer Filmregisseur, -produzent, Drehbuchautor und Schauspieler                                            | 95    |       |
| 16. Oktober | Ernst Volk                                     | deutscher lutherischer Pfarrer                                                                                  | 87    |       |
| 16. Oktober | Vera Baker Williams                            | US-amerikanische Schriftstellerin                                                                               | 88    |       |
| 15. Oktober | Andreas Bliemel                                | deutscher Maler                                                                                                 | 65    |       |
| 15. Oktober | Carlos Alberto Brilhante Ustra                 | brasilianischer Offizier                                                                                        | 83    |       |
| 15. Oktober | Rudolf Debiel                                  | deutscher Theater- und Filmschauspieler, Autor und Produzent                                                    | 84    |       |
| 15. Oktober | Nate Huffman                                   | US-amerikanischer Basketballspieler                                                                             | 40    |       |
| 15. Oktober | Sergei Filippenkow                             | russischer Fußballspieler und -trainer                                                                          | 44    |       |
| 15. Oktober | Siegbert Keller                                | deutscher Architekt und Bauökonom                                                                               | 77    |       |
| 15. Oktober | Heinz-Detlef Kronfeldt                         | deutscher Physiker                                                                                              | 66    |       |
| 15. Oktober | Dölf Mettler                                   | Schweizer Jodler, Komponist, Chorleiter und Bauernmaler                                                         | 81    |       |
| 15. Oktober | Nacho Mirás Fole                               | spanischer Journalist                                                                                           | 44    |       |
| 15. Oktober | Edith Paischer                                 | österreichische Politikerin                                                                                     | 86    |       |
| 15. Oktober | Nektarios Papadakis                            | griechischer Bischof                                                                                            | 64    |       |
| 15. Oktober | Charly Pirot                                   | deutscher Maler                                                                                                 | 76    |       |
| 15. Oktober | Guenter Roese                                  | deutscher Unternehmer und Mäzen                                                                                 | 80    |       |
| 15. Oktober | Joe Saraceno                                   | US-amerikanischer Musikproduzent                                                                                | 78    |       |
| 15. Oktober | Gerhard Schünemann                             | deutscher Betriebswirt und Hochschuhlehrer                                                                      | 74    |       |
| 15. Oktober | Alfred Sitzwohl                                | österreichischer Radrennfahrer                                                                                  | 85    |       |
| 15. Oktober | Kenneth Douglas Taylor                         | kanadischer Diplomat                                                                                            | 81    |       |
| 14. Oktober | Nurlan Balghymbajew                            | kasachischer Politiker                                                                                          | 67    |       |
| 14. Oktober | Marianne Dickerson                             | US-amerikanische Marathonläuferin                                                                               | 54    |       |
| 14. Oktober | Peter Hermes                                   | deutscher Diplomat                                                                                              | 93    |       |
| 14. Oktober | Mathieu Kérékou                                | beninischer Politiker                                                                                           | 82    |       |
| 14. Oktober | Luís Carlos Miele                              | brasilianischer Musikproduzent, Schauspieler, Autor, Moderator und Fernseh-, Theater-, Film- und Show-Regisseur | 77    |       |
| 14. Oktober | Florența Mihai                                 | rumänische Tennisspielerin                                                                                      | 60    |       |
| 14. Oktober | Bruce Mozert                                   | US-amerikanischer Fotograf                                                                                      | 98    |       |
| 14. Oktober | Bernhard Neugebauer                            | deutscher Diplomat und Politiker                                                                                | 83    | [ 5 ] |
| 14. Oktober | Hans-Dieter Spengler                           | deutscher Fußballspieler                                                                                        | 76    |       |
| 14. Oktober | Radhakrishna Hariram Tahiliani                 | indischer Militär und Politiker                                                                                 | 85    |       |
| 14. Oktober | Bernhard Ulrich                                | deutscher Forstwissenschaftler                                                                                  | 89    |       |
| 14. Oktober | Robert M. White                                | US-amerikanischer Meteorologe                                                                                   | 92    |       |
| 14. Oktober | Josef Wolfsegger                               | österreichischer Politiker                                                                                      | 95    |       |
| 14. Oktober | Skip Yowell                                    | US-amerikanischer Unternehmer                                                                                   | 69    |       |
| 13. Oktober | Rosalyn Baxandall                              | US-amerikanische Historikerin und Feministin                                                                    | 76    |       |
| 13. Oktober | Hans Alwin Beeck                               | deutscher Komponist und Musikpädagoge                                                                           |       |       |
| 13. Oktober | Joe Buschmann                                  | deutscher Jazzmusiker und Gastronom                                                                             | 90    |       |
| 13. Oktober | Duncan Druce                                   | britischer Komponist, Geiger und Musikwissenschaftler                                                           | 76    |       |
| 13. Oktober | Sue Lloyd-Roberts                              | britische Journalistin                                                                                          | 64    |       |
| 13. Oktober | Edgar Siegele                                  | österreichischer Politiker                                                                                      | 86    |       |
| 13. Oktober | Ted Smith                                      | britischer Naturschützer                                                                                        | 95    |       |
| 13. Oktober | Julien Studley                                 | US-amerikanischer Immobilienunternehmer                                                                         | 88    |       |
| 13. Oktober | Michael Walsh                                  | britischer General                                                                                              | 88    |       |
| 13. Oktober | Michael J. Wise                                | britischer Geograph                                                                                             | 97    |       |
| 12. Oktober | Eduard Amstad                                  | Schweizer Richter und Politiker                                                                                 | 93    |       |
| 12. Oktober | Sergio Caprari                                 | italienischer Boxer                                                                                             | 83    |       |
| 12. Oktober | Ernestine Friedl                               | US-amerikanische Kulturanthropologin                                                                            | 95    |       |
| 12. Oktober | Hong Yun-suk                                   | südkoreanische Lyrikerin                                                                                        | 90    |       |
| 12. Oktober | David Hunt                                     | britischer Autorennfahrer                                                                                       | 55    |       |
| 12. Oktober | Levent Kırca                                   | türkischer Schauspieler                                                                                         | 67    |       |
| 12. Oktober | Armin Kircher                                  | österreichischer Kirchenmusiker und Komponist                                                                   | 48    |       |
| 12. Oktober | Eberhard Kölsch                                | deutscher Diplomat                                                                                              | 71    |       |
| 12. Oktober | Joan Leslie                                    | US-amerikanische Schauspielerin                                                                                 | 90    |       |
| 12. Oktober | Robert Leuci                                   | US-amerikanischer Kriminalbeamter                                                                               | 75    |       |
| 12. Oktober | George E. Mueller                              | US-amerikanischer Raumfahrtingenieur                                                                            | 97    |       |
| 12. Oktober | Michael Müller-Preußker                        | deutscher Physiker                                                                                              | 69    |       |
| 12. Oktober | Sophie Nogler                                  | österreichische Skirennläuferin                                                                                 | 91    |       |
| 12. Oktober | George Richardson Proctor                      | US-amerikanischer Botaniker und Farnforscher                                                                    | 95    |       |
| 12. Oktober | Landing Jallow Sonko                           | gambischer Politiker                                                                                            | 70    |       |
| 11. Oktober | Johann Nep. Bachmeier                          | deutscher Theologe, Reisejournalist und Übersetzer                                                              | 70    |       |
| 11. Oktober | Ali Barraud                                    | burkinischer Arzt und Politiker                                                                                 | 97    |       |
| 11. Oktober | John Berg                                      | US-amerikanischer Artdirector                                                                                   | 83    |       |
| 11. Oktober | Ricardo Cardona                                | kolumbianischer Boxer                                                                                           | 62    |       |
| 11. Oktober | Dean Chance                                    | US-amerikanischer Baseballspieler                                                                               | 74    |       |
| 11. Oktober | Carey Lander                                   | britische Keyboarderin und Sängerin                                                                             | 33    |       |
| 11. Oktober | Bob Minkler                                    | US-amerikanischer Tontechniker                                                                                  | 78    |       |
| 11. Oktober | Salvador T. Modesto                            | philippinischer Bischof                                                                                         | 85    |       |
| 11. Oktober | Ruth Rogers-Altmann                            | österreichisch-US-amerikanische Malerin und Modedesignerin                                                      | 97    |       |
| 11. Oktober | Regula Schmidt-Bott                            | deutsche Politikerin                                                                                            | 70    | [ 6 ] |
| 11. Oktober | Rüdiger Steinlein                              | deutscher Literaturwissenschaftler                                                                              | 71    |       |
| 11. Oktober | Age Robert Tammenoms Bakker                    | niederländischer Diplomat                                                                                       | 95    |       |
| 11. Oktober | Salah Wansi                                    | sudanesischer Politiker                                                                                         | ?     |       |
| 11. Oktober | Hermann Weiß                                   | deutscher Historiker                                                                                            | 83    |       |
| 10. Oktober | Alvin P. Adams Jr.                             | US-amerikanischer Diplomat                                                                                      | 73    |       |
| 10. Oktober | Diepreye Alamieyeseigha                        | nigerianischer Politiker                                                                                        | 62    |       |
| 10. Oktober | Mohammed Mamdouh El-Beltagui                   | ägyptischer Politiker                                                                                           | 76    |       |
| 10. Oktober | Hilla Becher                                   | deutsche Fotografin                                                                                             | 81    |       |
| 10. Oktober | Saša Britvić                                   | kroatischer Dirigent                                                                                            | 50    |       |
| 10. Oktober | Jakow Drabkin                                  | russischer Historiker                                                                                           | 97    |       |
| 10. Oktober | Imre Farkaszinski                              | ungarischer Fußballtrainer                                                                                      | 91    |       |
| 10. Oktober | Richard F. Heck                                | US-amerikanischer Chemiker                                                                                      | 84    |       |
| 10. Oktober | Helmut Kleinböhl                               | deutscher Fußballspieler                                                                                        | 77    |       |
| 10. Oktober | Steve Mackay                                   | US-amerikanischer Saxophonist                                                                                   | 66    |       |
| 10. Oktober | Manorama                                       | indische Schauspielerin                                                                                         | 78    |       |
| 10. Oktober | Hannelore Neeb                                 | deutsche Bildhauerin und Malerin                                                                                |       |       |
| 10. Oktober | Baboucarr Saho                                 | gambischer Fußballspieler                                                                                       | 59    |       |
| 10. Oktober | Günther Schellong                              | deutscher Kinderarzt                                                                                            | 89    |       |
| 10. Oktober | Hermann Schmidt-Kaler                          | deutscher Geologe                                                                                               | 82    |       |
| 10. Oktober | Jean Sharley Taylor                            | US-amerikanische Journalistin                                                                                   | 91    |       |
| 10. Oktober | Elias Skaff                                    | libanesischer Politiker                                                                                         | 67    |       |
| 10. Oktober | Sybil Stockdale                                | US-amerikanische Aktivistin                                                                                     | 90    |       |
| 10. Oktober | Claus-Helmuth von Wissmann                     | deutscher Manager                                                                                               | 91    |       |
| 9. Oktober  | Jean Badal                                     | ungarischer Kameramann                                                                                          | 88    |       |
| 9. Oktober  | Manfred Burzlaff                               | deutscher Jazzmusiker                                                                                           | 83    |       |
| 9. Oktober  | Sonya Cohen Cramer                             | US-amerikanische Sängerin und Grafikdesignerin                                                                  | 50    |       |
| 9. Oktober  | Du Runsheng                                    | chinesischer Politiker                                                                                          | 102   |       |
| 9. Oktober  | Gordon Honeycombe                              | britischer Nachrichtensprecher                                                                                  | 79    |       |
| 9. Oktober  | Geoffrey Howe                                  | britischer Politiker                                                                                            | 88    |       |
| 9. Oktober  | Ravindra Jain                                  | indischer Filmkomponist und Liedtexter                                                                          | 71    |       |
| 9. Oktober  | Julia Jones                                    | britische Dramatikerin                                                                                          | 92    |       |
| 9. Oktober  | Erol Kaynak                                    | türkischer Fußballspieler und -trainer                                                                          | 81    |       |
| 9. Oktober  | Koopsta Knicca                                 | US-amerikanischer Rapper                                                                                        | 40    |       |
| 9. Oktober  | Jacqueline Lampson, Lady Killearn              | britische Peeress                                                                                               | 105   |       |
| 9. Oktober  | Andreas Mannkopff                              | deutscher Schauspieler und Synchronsprecher                                                                     | 76    |       |
| 9. Oktober  | Dave Meyers                                    | US-amerikanischer Basketballspieler                                                                             | 62    |       |
| 9. Oktober  | Jerry Parr                                     | US-amerikanischer Sicherheitsbeamter                                                                            | 85    |       |
| 9. Oktober  | N. Ramani                                      | indischer Flötist                                                                                               | 80    |       |
| 9. Oktober  | Larry Rosen                                    | US-amerikanischer Medienunternehmer und Musikproduzent                                                          | 75    |       |
| 9. Oktober  | Alois Stöllinger                               | österreichischer Politiker                                                                                      | 91    |       |
| 9. Oktober  | Eric Wright                                    | kanadischer Schriftsteller                                                                                      | 86    |       |
| 9. Oktober  | Zdravko Zupan                                  | jugoslawischer bzw. serbischer Comicautor                                                                       | 65    |       |
| 8. Oktober  | Dieter Athenstedt                              | deutscher Fechter und Fechttrainer                                                                              | 92    |       |
| 8. Oktober  | James Cruickshank                              | australischer Musiker                                                                                           | 53    |       |
| 8. Oktober  | Richard Davies                                 | britischer Schauspieler                                                                                         | 89    |       |
| 8. Oktober  | Gion Deplazes                                  | Schweizer Schriftsteller                                                                                        | 97    |       |
| 8. Oktober  | Jim Diamond                                    | britischer Sänger und Songschreiber                                                                             | 64    |       |
| 8. Oktober  | Robert Ellrodt                                 | französischer Anglist                                                                                           | 93    |       |
| 8. Oktober  | Harold Irving Ewen                             | US-amerikanischer Astrophysiker                                                                                 | 93    |       |
| 8. Oktober  | Tom Goode                                      | US-amerikanischer American-Football-Spieler                                                                     | 76    |       |
| 8. Oktober  | Enrique Gratas                                 | argentinischer Journalist und Nachrichtensprecher                                                               | 71    |       |
| 8. Oktober  | Hansfrieder Hellenschmidt                      | deutscher Pfarrer und Vereinsfunktionär                                                                         | 81    |       |
| 8. Oktober  | Lindy Infante                                  | US-amerikanischer American-Football-Trainer                                                                     | 75    |       |
| 8. Oktober  | Henry Krystal                                  | polnisch-US-amerikanischer Holocaustüberlebender und Psychiater                                                 | 90    |       |
| 8. Oktober  | István Nemeskürty                              | ungarischer Schriftsteller, Drehbuchautor und Filmproduzent                                                     | 90    |       |
| 8. Oktober  | Michael Nolan                                  | US-amerikanischer Baseballspieler                                                                               | 23    |       |
| 8. Oktober  | Paul Prudhomme                                 | US-amerikanischer Koch                                                                                          | 75    |       |
| 8. Oktober  | Elizabeth Ramsey                               | philippinische Komikerin, Schauspielerin und Sängerin                                                           | 83    |       |
| 8. Oktober  | Hugh Scully                                    | britischer Fernsehmoderator                                                                                     | 72    |       |
| 7. Oktober  | Gene Allen                                     | US-amerikanischer Artdirector                                                                                   | 97    |       |
| 7. Oktober  | Bent Rold Andersen                             | dänischer Politologe und Politiker                                                                              | 86    |       |
| 7. Oktober  | Jorge Andrade                                  | brasilianischer Fußballspieler                                                                                  | 73    |       |
| 7. Oktober  | Pushpa Bhuyan                                  | indische Tänzerin                                                                                               | 78    |       |
| 7. Oktober  | Marian Braczko                                 | polnischer Schachspieler                                                                                        | 89    |       |
| 7. Oktober  | Ângelo da Cunha Pinto                          | brasilianisch-portugiesischer Chemiker und Hochschullehrer                                                      | 66    |       |
| 7. Oktober  | Friedrich Diedrich                             | deutscher Theologe                                                                                              | 80    |       |
| 7. Oktober  | Dominique Dropsy                               | französischer Fußballspieler                                                                                    | 63    |       |
| 7. Oktober  | Loli Flores                                    | spanische Flamenco-Tänzerin                                                                                     | ≈65   |       |
| 7. Oktober  | Harry Gallatin                                 | US-amerikanischer Basketballspieler                                                                             | 88    |       |
| 7. Oktober  | Hossein Hamedani                               | iranischer General und Militärberater                                                                           | 60    |       |
| 7. Oktober  | Maria Herr-Beck                                | deutsche Politikerin                                                                                            | 87    |       |
| 7. Oktober  | Hy Hollinger                                   | US-amerikanischer Journalist                                                                                    | 97    |       |
| 7. Oktober  | Hasan Jamil                                    | pakistanischer Cricketspieler                                                                                   | 63    |       |
| 7. Oktober  | Kenneth Koe                                    | US-amerikanischer Chemiker und Pharmakologe                                                                     | 90    |       |
| 7. Oktober  | Jim „Sadist“ Konya                             | US-amerikanischer Schlagzeuger                                                                                  | 44    |       |
| 7. Oktober  | Elena Lucena                                   | argentinische Schauspielerin                                                                                    | 101   |       |
| 7. Oktober  | W. R. Mitchell                                 | britischer Schriftsteller und Redakteur                                                                         | 87    |       |
| 7. Oktober  | Julius Muthamia                                | kenianischer Politiker                                                                                          | 81    |       |
| 7. Oktober  | Maria Lúcia Prandi                             | brasilianische Politikerin und Hochschullehrerin                                                                | 70    |       |
| 7. Oktober  | Zewde Retta                                    | äthiopischer Historiker und Diplomat                                                                            | 81    |       |
| 7. Oktober  | Roman Schliesser                               | österreichischer Journalist                                                                                     | 84    |       |
| 7. Oktober  | Sennur Sezer                                   | türkische Schriftstellerin                                                                                      | 72    |       |
| 7. Oktober  | Peter Stoll                                    | deutscher Forstmann und Naturschützer                                                                           | 84    |       |
| 7. Oktober  | Clive Young                                    | britischer Bischof                                                                                              | 67    |       |
| 7. Oktober  | Gail Zappa                                     | US-amerikanische Unternehmerin                                                                                  | 70    |       |
| 7. Oktober  | Jurelang Zedkaia                               | marshallischer Politiker                                                                                        | 65    |       |
| 6. Oktober  | Christine Arnothy                              | französische Schriftstellerin                                                                                   | 84    |       |
| 6. Oktober  | Kevin Corcoran                                 | US-amerikanischer Fernsehregisseur, Filmproduzent und Schauspieler                                              | 66    |       |
| 6. Oktober  | Yason Corozo                                   | ecuadorianischer Fußballspieler                                                                                 | 27    |       |
| 6. Oktober  | Robert Dachs                                   | deutsch-österreichischer Autor und Ausstellungsmacher                                                           | 59    |       |
| 6. Oktober  | Charles Gillispie                              | US-amerikanischer Wissenschaftshistoriker                                                                       | 97    |       |
| 6. Oktober  | Árpád Göncz                                    | ungarischer Schriftsteller und Politiker                                                                        | 93    |       |
| 6. Oktober  | Rudolf Gröger                                  | deutscher Manager und Hochschulpräsident                                                                        | 60    |       |
| 6. Oktober  | Andreas Höfert                                 | Schweizer Bankmanager                                                                                           | 48    |       |
| 6. Oktober  | Smokey Johnson                                 | US-amerikanischer Schlagzeuger                                                                                  | 78    |       |
| 6. Oktober  | Romel Joseph                                   | haitianischer Geiger                                                                                            | 56    |       |
| 6. Oktober  | Bill Kolender                                  | US-amerikanischer Polizeibeamter                                                                                | 80    |       |
| 6. Oktober  | Stasys Povilaitis                              | litauischer Schlagersänger                                                                                      | 69    |       |
| 6. Oktober  | Billy Joe Royal                                | US-amerikanischer Country-Sänger                                                                                | 73    |       |
| 6. Oktober  | Hans-Joachim Schalles                          | deutscher Archäologe                                                                                            | 64    | [ 7 ] |
| 6. Oktober  | Sandra Spuzich                                 | US-amerikanische Golferin                                                                                       | 78    |       |
| 6. Oktober  | Gottfried Tollmann                             | deutscher Musiker und Kunsthändler                                                                              | 64    |       |
| 6. Oktober  | Joe Torregano                                  | US-amerikanischer Jazz-Klarinettist                                                                             | 63    |       |
| 6. Oktober  | Carmen Marina Torres                           | kolumbianische Schauspielerin                                                                                   | 58    |       |
| 6. Oktober  | Norbert Ulfig                                  | deutscher Anatom                                                                                                | 56    |       |
| 6. Oktober  | Ivan Vidav                                     | jugoslawischer Mathematiker                                                                                     | 97    |       |
| 5. Oktober  | Chantal Akerman                                | belgische Filmregisseurin                                                                                       | 65    |       |
| 5. Oktober  | Frank Albanese                                 | US-amerikanischer Schauspieler                                                                                  | 84    |       |
| 5. Oktober  | Joker Arroyo                                   | philippinischer Politiker                                                                                       | 88    |       |
| 5. Oktober  | Grace Lee Boggs                                | US-amerikanische Schriftstellerin, Bürgerrechtlerin und Feministin                                              | 100   |       |
| 5. Oktober  | Carlos von Bourbon-Sizilien                    | spanischer Adliger                                                                                              | 77    |       |
| 5. Oktober  | Larry Brezner                                  | US-amerikanischer Filmproduzent                                                                                 | 73    |       |
| 5. Oktober  | Gerhard Brinkmann                              | deutscher Ökonom                                                                                                | 79    |       |
| 5. Oktober  | Ana Diosdado                                   | spanisch-argentinische Schauspielerin und Schriftstellerin                                                      | 77    |       |
| 5. Oktober  | Flavio Emoli                                   | italienischer Fußballspieler                                                                                    | 81    |       |
| 5. Oktober  | Erla Stefánsdóttir                             | isländische Klavierlehrerin, Autorin, Elfenspezialistin und Medium                                              | 79    |       |
| 5. Oktober  | Jean Flahaut                                   | französischer Pharmakologe                                                                                      | 93    |       |
| 5. Oktober  | Bruno Gideon                                   | Schweizer Unternehmer, Journalist und Autor                                                                     | 84    |       |
| 5. Oktober  | Óscar Herrera                                  | chilenischer Fußballspieler                                                                                     | 56    |       |
| 5. Oktober  | Tomris İncer                                   | türkische Schauspielerin                                                                                        | 67    |       |
| 5. Oktober  | Henning Mankell                                | schwedischer Schriftsteller und Theaterregisseur                                                                | 67    |       |
| 05. Oktober | John O’Leary                                   | irischer Politiker                                                                                              | 82    |       |
| 5. Oktober  | Anna Pump                                      | US-amerikanische Köchin und Kochbuchautorin                                                                     | 81    |       |
| 5. Oktober  | Gina Regland-Sigstad                           | norwegicshe Skilangläuferin                                                                                     | 88    |       |
| 5. Oktober  | Niall Rudd                                     | britischer Klassischer Philologe                                                                                | 88    |       |
| 5. Oktober  | Andrew Rubin                                   | US-amerikanischer Schauspieler                                                                                  | 69    |       |
| 5. Oktober  | William Skinner                                | US-amerikanischer Leichtathlet                                                                                  | 75    |       |
| 5. Oktober  | Michael Trein                                  | deutscher Verbandsfunktionär                                                                                    | 80    |       |
| 5. Oktober  | Jos Vandeloo                                   | belgischer Schriftsteller                                                                                       | 90    |       |
| 5. Oktober  | Kurt Vogelsang                                 | deutscher Politiker                                                                                             | 90    |       |
| 5. Oktober  | Anthony Wallace                                | kanadisch-US-amerikanischer Anthropologe und Historiker                                                         | 92    |       |
| 5. Oktober  | Peter Wespi                                    | Schweizer Eishockeyspieler                                                                                      | 72    |       |
| 4. Oktober  | Ali Bamuze                                     | ugandischer Rebellenführer                                                                                      | ≈69   |       |
| 4. Oktober  | Yves Barsacq                                   | französischer Schauspieler und Synchronsprecher                                                                 | 84    |       |
| 4. Oktober  | José Eduardo Dutra                             | brasilianischer Politiker und Manager                                                                           | 58    |       |
| 4. Oktober  | Günter Eilemann                                | deutscher Musiker und Sänger                                                                                    | 92    |       |
| 4. Oktober  | Tove Fergo                                     | dänische Politikerin und Vikarin                                                                                | 69    |       |
| 4. Oktober  | Chandra Bahadur Gurung                         | nepalesischer Fußballfunktionär                                                                                 | 61    |       |
| 4. Oktober  | Juan Carlos Ibáñez                             | argentinischer Fußballspieler                                                                                   | 46    |       |
| 4. Oktober  | Rolf Kupfer                                    | deutscher Fußballspieler                                                                                        | 73    |       |
| 4. Oktober  | Claude Massy                                   | Schweizer Politiker                                                                                             | 89    |       |
| 4. Oktober  | Jack McKee                                     | britischer Politiker                                                                                            | 71    |       |
| 4. Oktober  | J. Whyatt Mondesire                            | US-amerikanischer Bürgerrechtler                                                                                | 65    |       |
| 4. Oktober  | Masaru Okunishi                                | japanischer Häftling                                                                                            | 89    |       |
| 4. Oktober  | Eduardo Pavlovsky                              | argentinischer Dramaturg, Schauspieler, Schriftsteller und Psychiater                                           | 81    |       |
| 4. Oktober  | Edida Nageswara Rao                            | indischer Filmproduzent                                                                                         | 81    |       |
| 4. Oktober  | Job de Ruiter                                  | niederländischer Jurist und Politiker                                                                           | 85    |       |
| 4. Oktober  | Howhannes Sanasanjan                           | sowjetischer bzw. armenischer Fußballspieler und -trainer                                                       | 69    |       |
| 4. Oktober  | Ulf G. Stuberger                               | deutscher Journalist und Autor                                                                                  | 66    |       |
| 4. Oktober  | Neal Walk                                      | US-amerikanischer Basketballspieler                                                                             | 67    |       |
| 3. Oktober  | Al Abrams                                      | US-amerikanischer Pressesprecher und Publizist                                                                  | 74    |       |
| 3. Oktober  | Nene Adams                                     | US-amerikanische Schriftstellerin                                                                               | 48    |       |
| 3. Oktober  | Bernhard Brinkert                              | deutscher Politiker                                                                                             | 85    |       |
| 3. Oktober  | Markus Cerman                                  | österreichischer Historiker                                                                                     | 48    | [ 8 ] |
| 3. Oktober  | Lothar Englert                                 | deutscher Politiker                                                                                             | 82    |       |
| 3. Oktober  | Wilfried Goosmann                              | deutscher Medienmanager                                                                                         | 72    |       |
| 3. Oktober  | Denis Healey                                   | britischer Politiker                                                                                            | 98    |       |
| 3. Oktober  | Olga Hirshhorn                                 | US-amerikanische Kunstsammlerin                                                                                 | 95    |       |
| 3. Oktober  | Isao Hosoe                                     | japanischer Designer                                                                                            | ≈73   |       |
| 3. Oktober  | Barbara Meek                                   | US-amerikanische Schauspielerin                                                                                 | 81    |       |
| 3. Oktober  | Raghavan Narasimhan                            | indischer Mathematiker                                                                                          | 78    |       |
| 3. Oktober  | Pauline Neville                                | britische Schriftstellerin                                                                                      | 91    |       |
| 3. Oktober  | Franz Nießner                                  | deutscher Journalist                                                                                            | 93    |       |
| 3. Oktober  | Dave Pike                                      | US-amerikanischer Vibraphonist                                                                                  | 77    |       |
| 3. Oktober  | Gerald Squires                                 | kanadischer Künstler                                                                                            | 77    |       |
| 3. Oktober  | Christopher Tambling                           | britischer Komponist, Organist und Chorleiter                                                                   | 51    |       |
| 3. Oktober  | Franciszek Walicki                             | polnischer Komponist und Musikjournalist                                                                        | 94    |       |
| 3. Oktober  | Klaus Westphalen                               | deutscher Erziehungswissenschaftler                                                                             | 83    |       |
| 2. Oktober  | Willie Akins                                   | US-amerikanischer Jazz-Saxophonist                                                                              | 76    |       |
| 2. Oktober  | Natalja Fjodorowna Alijewa                     | sowjetische bzw. russische Austronesistin                                                                       | 84    |       |
| 2. Oktober  | Steve Camacho                                  | guyanischer Cricketspieler und -funktionär                                                                      | 69    |       |
| 2. Oktober  | Eric Arturo Delvalle                           | panamaischer Politiker                                                                                          | 78    |       |
| 2. Oktober  | Franz zu Erbach-Erbach und von Wartenberg-Roth | deutscher Adelsnachkomme                                                                                        | 90    |       |
| 2. Oktober  | Ferdinand Joseph Fonseca                       | indischer Bischof                                                                                               | 89    |       |
| 2. Oktober  | Brian Friel                                    | irischer Dramatiker                                                                                             | 86    |       |
| 2. Oktober  | Alex Giannini                                  | britischer Schauspieler                                                                                         | 52    |       |
| 2. Oktober  | Coleridge Goode                                | britischer Jazzbassist                                                                                          | 100   |       |
| 2. Oktober  | Florian Karsch                                 | deutscher Galerist                                                                                              | 90    |       |
| 2. Oktober  | Milt Kleeb                                     | US-amerikanischer Jazzmusiker, Arrangeur und Komponist                                                          | 96    |       |
| 2. Oktober  | Lindsay Kline                                  | australischer Cricketspieler                                                                                    | 81    |       |
| 2. Oktober  | Arthur Lawson-Johnston, 3. Baron Luke          | britischer Peer                                                                                                 | 82    |       |
| 2. Oktober  | Lubomír Lipský                                 | tschechischer Schauspieler                                                                                      | 92    |       |
| 2. Oktober  | Friedrich Manz                                 | deutscher Mediziner                                                                                             | 74    |       |
| 2. Oktober  | Klaus Nürnberg                                 | deutscher Metallurg                                                                                             | 86    |       |
| 2. Oktober  | Manfred H. Pilkuhn                             | deutscher Physiker                                                                                              | 81    |       |
| 2. Oktober  | Gottfried Reichel                              | deutscher Holzschnitzer                                                                                         | 90    |       |
| 2. Oktober  | Fred Ridgway                                   | englischer Cricketspieler                                                                                       | 92    |       |
| 2. Oktober  | Patricia Rieff Anawalt                         | US-amerikanische Anthropologin und Autorin                                                                      | 91    |       |
| 2. Oktober  | Eric Trevorrow                                 | schottischer Fußballspieler                                                                                     | ?     |       |
| 1. Oktober  | Božo Bakota                                    | jugoslawischer Fußballspieler                                                                                   | 65    |       |
| 1. Oktober  | Marty Beil                                     | US-amerikanischer Gewerkschaftsführer                                                                           | 68    |       |
| 1. Oktober  | Erich Drechsler                                | deutscher Leichtathletiktrainer                                                                                 | 81    |       |
| 1. Oktober  | Don Edwards                                    | US-amerikanischer Politiker                                                                                     | 100   |       |
| 1. Oktober  | Ole Feldbæk                                    | dänischer Historiker und Hochschullehrer                                                                        | 79    |       |
| 1. Oktober  | Illtyd Harrington                              | britischer Politiker                                                                                            | 84    |       |
| 1. Oktober  | Max Keeping                                    | kanadischer Nachrichtensprecher                                                                                 | 73    |       |
| 1. Oktober  | Dieter Kober                                   | deutsch-US-amerikanischer Dirigent, Musikdirektor und Musikpädagoge                                             | 95    |       |
| 1. Oktober  | Caleb LeBlanc                                  | US-amerikanischer Youtuber                                                                                      | 13    |       |
| 1. Oktober  | Mary McGowan                                   | britische Sängerin                                                                                              | 85    |       |
| 1. Oktober  | Hadi Norouzi                                   | iranischer Fußballspieler                                                                                       | 30    |       |
| 1. Oktober  | Frans Pointl                                   | niederländischer Schriftsteller                                                                                 | 82    |       |
| 1. Oktober  | Jacob Pressman                                 | US-amerikanischer Rabbiner                                                                                      | 95    |       |
| 1. Oktober  | Usnija Redžepova                               | mazedonische Sängerin                                                                                           | 69    |       |
| 1. Oktober  | Gottfried Schatz                               | schweizerisch-österreichischer Biochemiker                                                                      | 79    |       |
| 1. Oktober  | Richard A. Schmidt                             | US-amerikanischer Psychologe und Bewegungsforscher                                                              | 74    |       |
| 1. Oktober  | Dietrich Schulte-Frohlinde                     | deutscher Chemiker                                                                                              | 90    | [ 9 ] |
| 1. Oktober  | Johnny Strange                                 | US-amerikanischer Extremsportler                                                                                | 23    |       |
| 1. Oktober  | Lajos Szabó                                    | ungarischer Radsportler                                                                                         | 83    |       |
| 1. Oktober  | José Manuel Ucelay                             | spanischer Fußballspieler                                                                                       | 60    |       |
| 1. Oktober  | Norbert Vollath                                | deutscher Jazzsaxophonist und Klangkünstler                                                                     | 59    |       |
| 1. Oktober  | Joe Wark                                       | schottischer Fußballspieler                                                                                     | 67    |       |
| 1. Oktober  | Antton Zubikarai                               | spanischer Journalist und Musikkritiker                                                                         | 70    |       |